# Thal-Drulingen

Thal-Drulingen este o comună în departamentul Bas-Rhin, Franța. În 1 ianuarie 2022 avea o populație de 189 de locuitori.